# 広瀬季彦
広瀬 季彦（廣瀬 季彦、ひろせ すえひこ、1875年（明治8年）10月3日 - 1958年（昭和33年）1月17日）は、大日本帝国陸軍軍人。最終階級は陸軍少将。

## 経歴・人物
京都府出身。1897年（明治30年）陸軍士官学校第9期卒業。
1918年（大正7年）7月に京都連隊区司令官、1920年（大正9年）8月に陸軍歩兵大佐、1922年（大正11年）8月に歩兵第50連隊長、1924年（大正13年）2月に第8師団司令部附を経て、同年4月に陸軍少将に昇進した。その後、1926年（大正15年）3月2日に待命、同月22日に予備役に編入した。
1947年（昭和22年）11月28日、公職追放仮指定を受けた。